# ヘレン・アリンガム

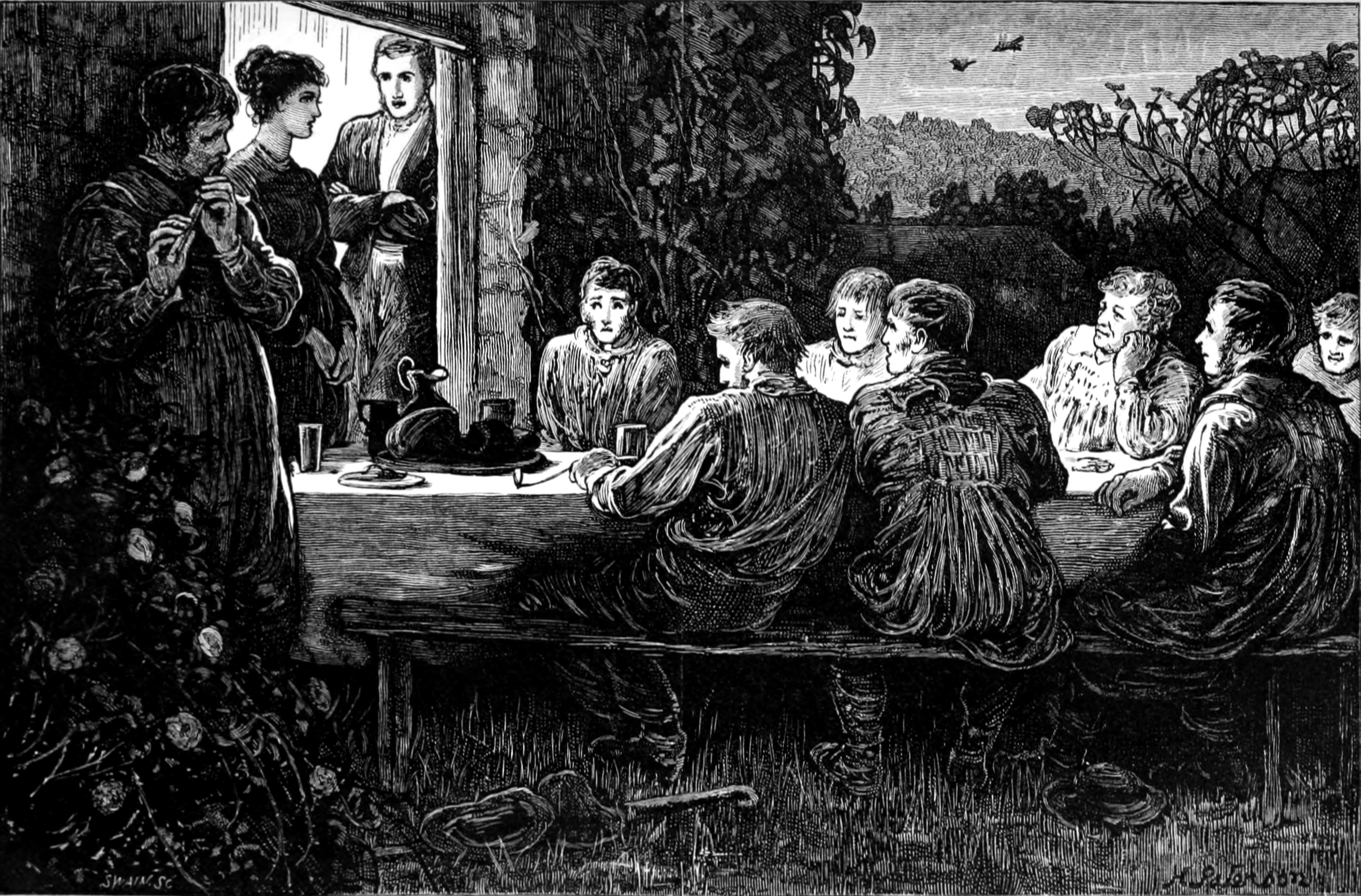
H.Paterson の名前で制作したトーマス・ハーディの小説、『遥か群衆を離れて』の挿絵(1874)

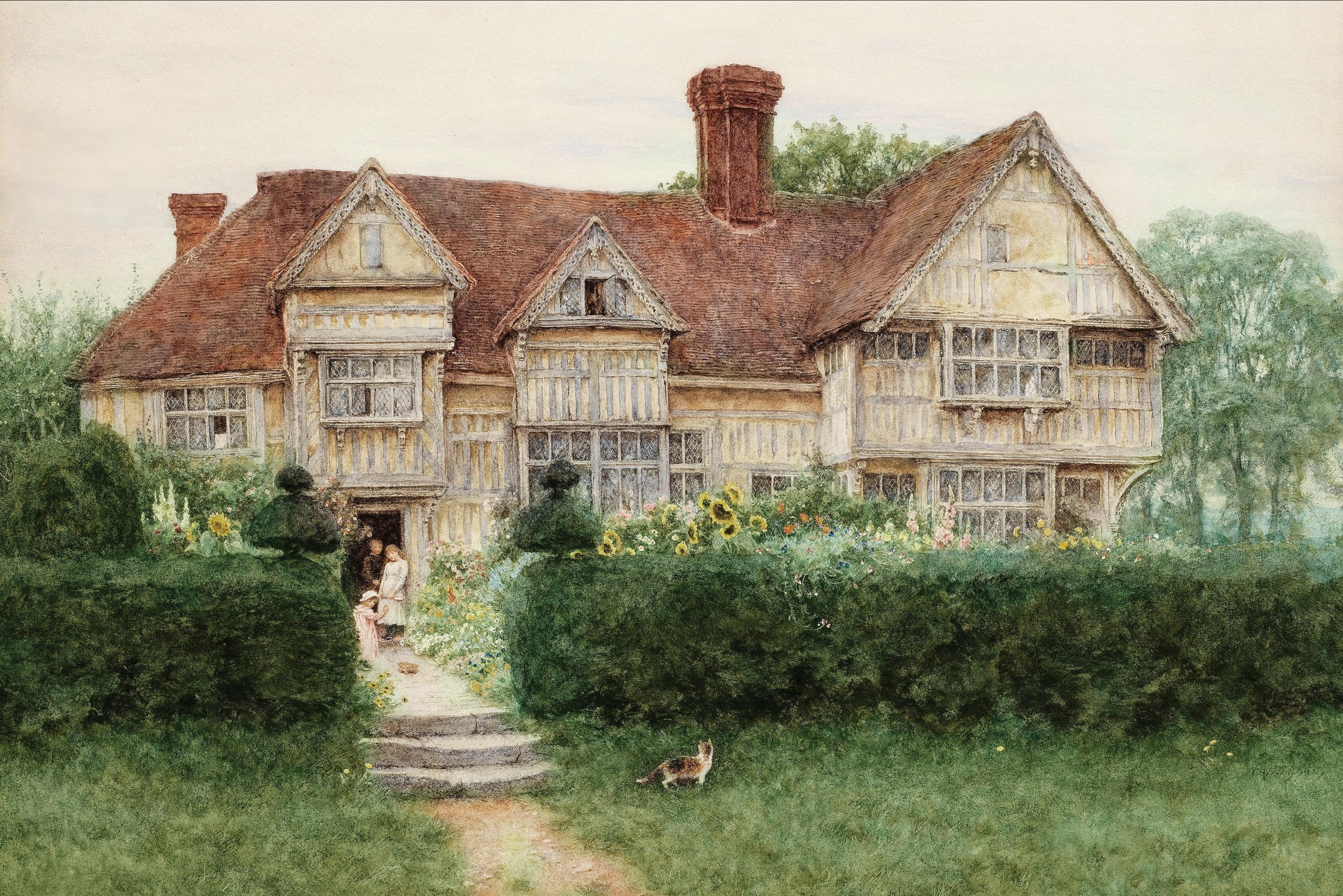
ヘレン・アリンガム作「Old Kentish Manor House」(1890) 個人蔵

ヘレン・アリンガム（Helen Allingham RWS、結婚前の姓はパターソン、1848年9月26日 -、1926年9月28日）は、イギリスの画家、イラストレーターである。風景を描いた水彩画などで知られ、王立水彩画協会の正会員に選ばれた最初の女性画家になった。

## 略歴
ダービーシャーのSwadlincoteで医者の娘に生まれた。母方の祖母、サラ・スミス・ハートフォード(Sarah Smith Herford: 1791-1831)は画家で、叔母のローラ・ハートフォード(Laura Herford: 1831–1870)は1860年にロイヤル・アカデミー・オブ・アーツの美術学校に女性が入学を認められるようになった時の最初の学生になった女性である。妹のキャロライン・パターソン(Caroline Paterson: 1856-1911)も画家になった。1862年に父親と3歳の妹がジフテリアの流行のため亡くなった後、家族は父方の親類の住むバーミンガムに移った。
3年間、バーミンガム美術学校で学んだ。ロンドンの王立女子美術学校で学び、国立美術訓練学校（National Art Training School）で叔母のローラ・ハートフォードのもとでも学んだ。1867年にロイヤル・アカデミー・オブ・アーツの美術学校に入学した。
この間、水彩画家、イラストレーターのフレデリック・ウォーカー(1840-1875)らと知り合い影響を受け、フレデリック・レイトン(1830-1896)やジョン・エヴァレット・ミレー(1829-1896)といった有名な画家とも知り合った。共に学んだ女性画家のケイト・グリーナウェイ(1846-1901)とも生涯の友人になった。
1868年から子供向けの本の挿絵の仕事をするようになり、1870年に週刊新聞「The Graphic」の美術スタッフとして雇われた。1872年に「Cornhill Magazine」に連載されたトーマス・ハーディの小説、『遥か群衆を離れて』の挿絵を描き、1875年にも同じ雑誌に掲載された小説の挿絵を描いた。
1874年8月にアイルランド生まれの詩人で「Fraser's Magazine」の編集者のウィリアム・アリンガム(William Allingham: 1824–1889)と結婚した。夫の友人の画家のエドワード・バーン＝ジョーンズ、工芸家のウィリアム・モリス、文学者のアルフレッド・テニスンやジョン・ラスキン、トーマス・カーライルといった知識人たちに紹介された。
結婚後は挿絵画家の仕事をやめ、水彩画家として働き、1874年の夏のロイヤル・アカデミー・オブ・アーツの展覧会に作品を出展した。1875年に王立水彩画家協会(Royal Society of Painters in Water Colours)の準会員に選ばれ、1890年に協会が女性正会員を認めるようになった後、正会員に選ばれた。1875年から1892年まで毎年王立水彩画家協会の展覧会に出展した。
1881年に家族とサリーのウィットリー(Witley)に移り、3人子供のが生まれた。ウィットリーの近くの農園や民家や庭園を描き人気のある画家になった。1886年に最初の個展を開催し、66点の絵画を展示し個展は成功し、1913年まで年に2回ほどの展示会を開き続けた。
1889年に、夫が亡くなった後、3人の子供を養うために、水彩画の制作点数を増やした。国外に移住した人々や工業都市で暮らす人々の郷愁に訴えるイギリスの田園風景を描き、人気を得た。イギリス各地の風景を描くようになった。1893年のシカゴ万国博覧会の女性館にも作品を出展した。
20世紀に入るとアリンガムのスタイルは時代遅れとされ、人気を失うことになった。1901年から1902年にヴェネツィア旅行をし、新しい題材を描いたが、かつての人気を取り戻すことはできなかった。第一次世界大戦後の人気の凋落は特に顕著であった。
1926年に絵を描くためにサリー州のHaslemereの友人の家に滞在していた時に急性腹膜炎で亡くなった。

## 作品

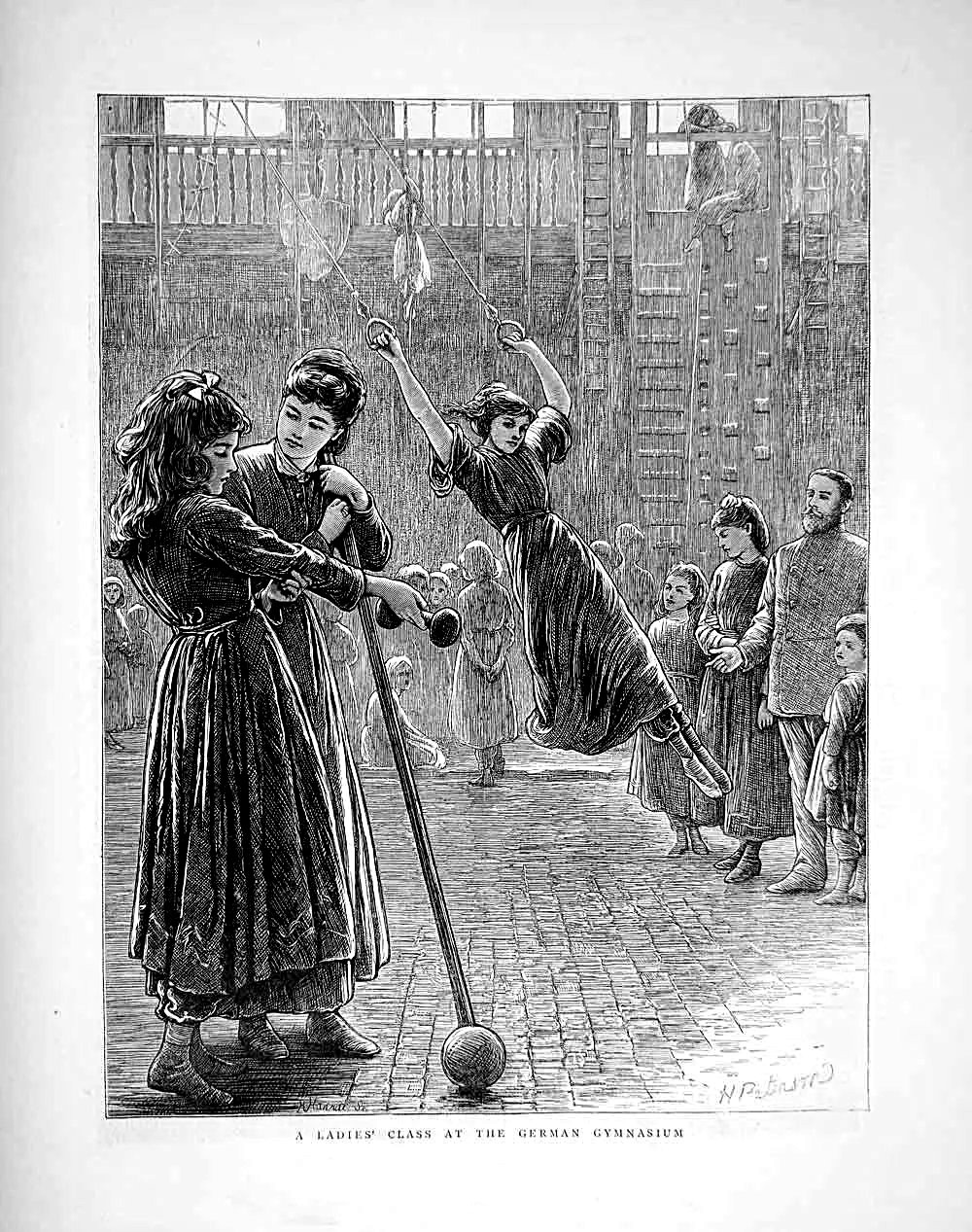
雑誌の挿絵　(1872年)
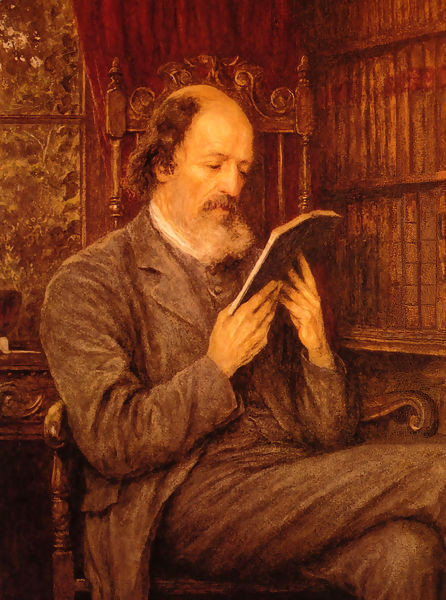
アルフレッド・テニスン
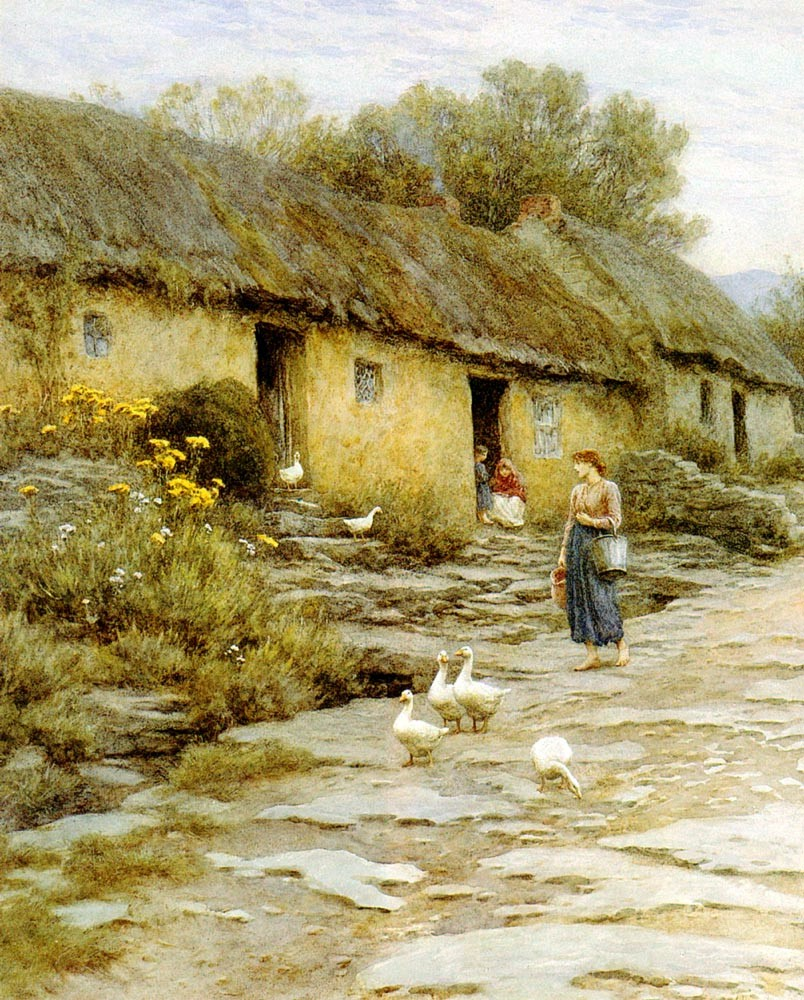
"Irish Cottage"
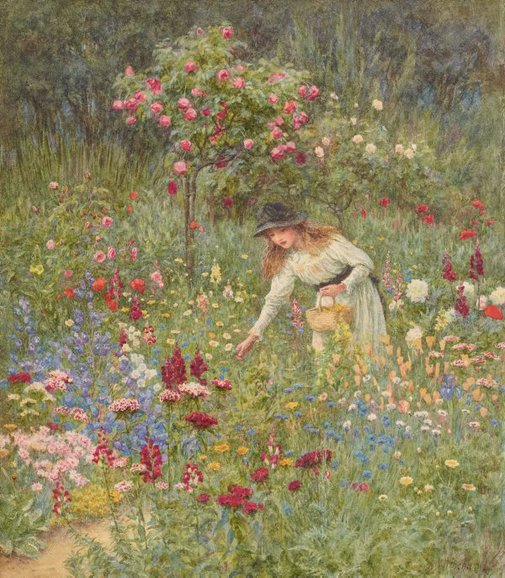
花摘み (c.1889)
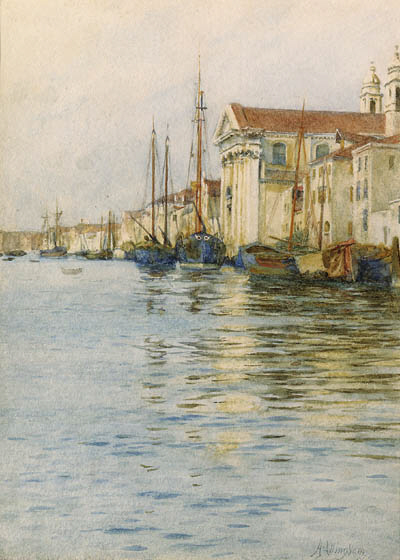
ヴェネツィアの風景

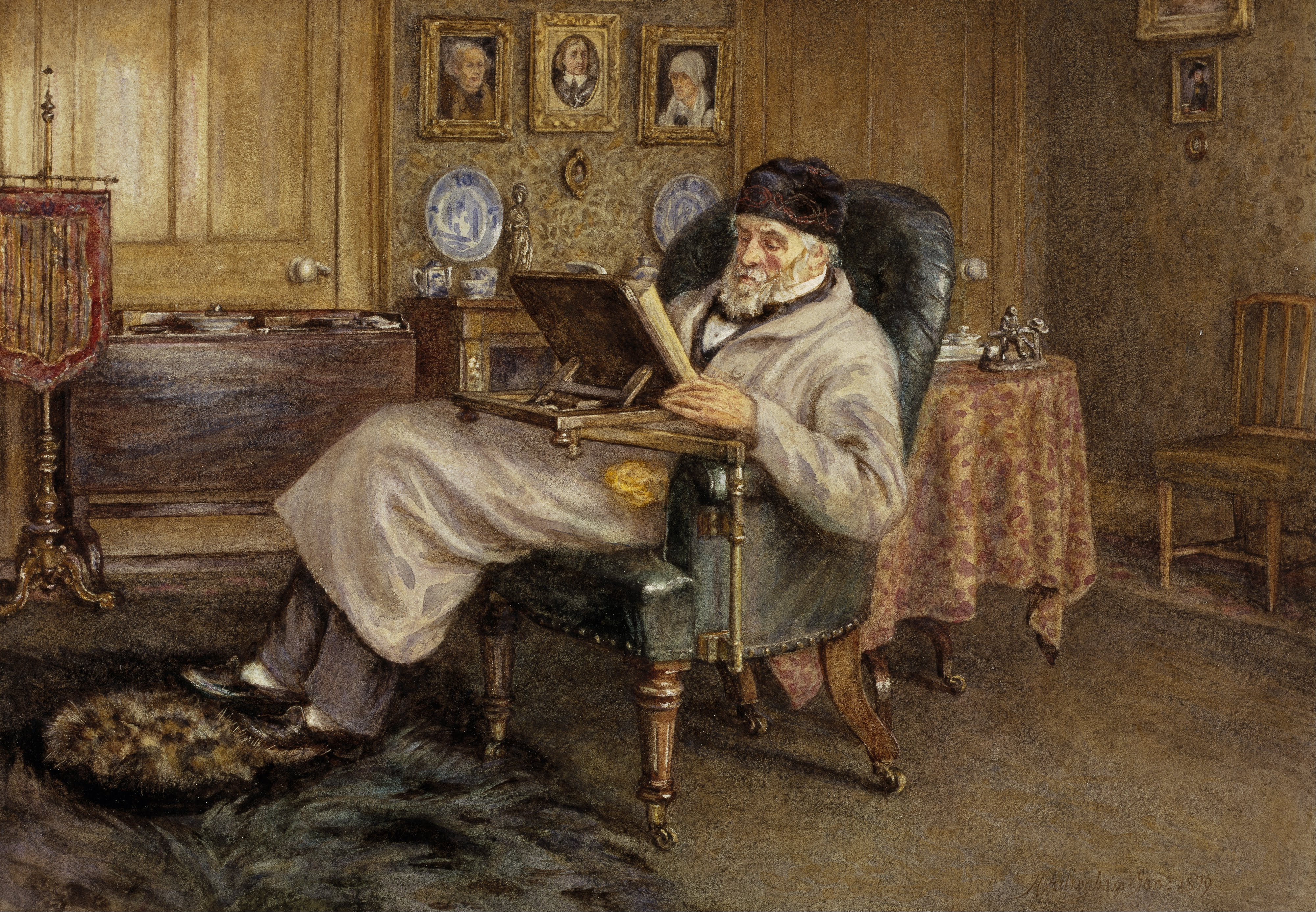
トーマス・カーライル(1881) スコットランド国立美術館
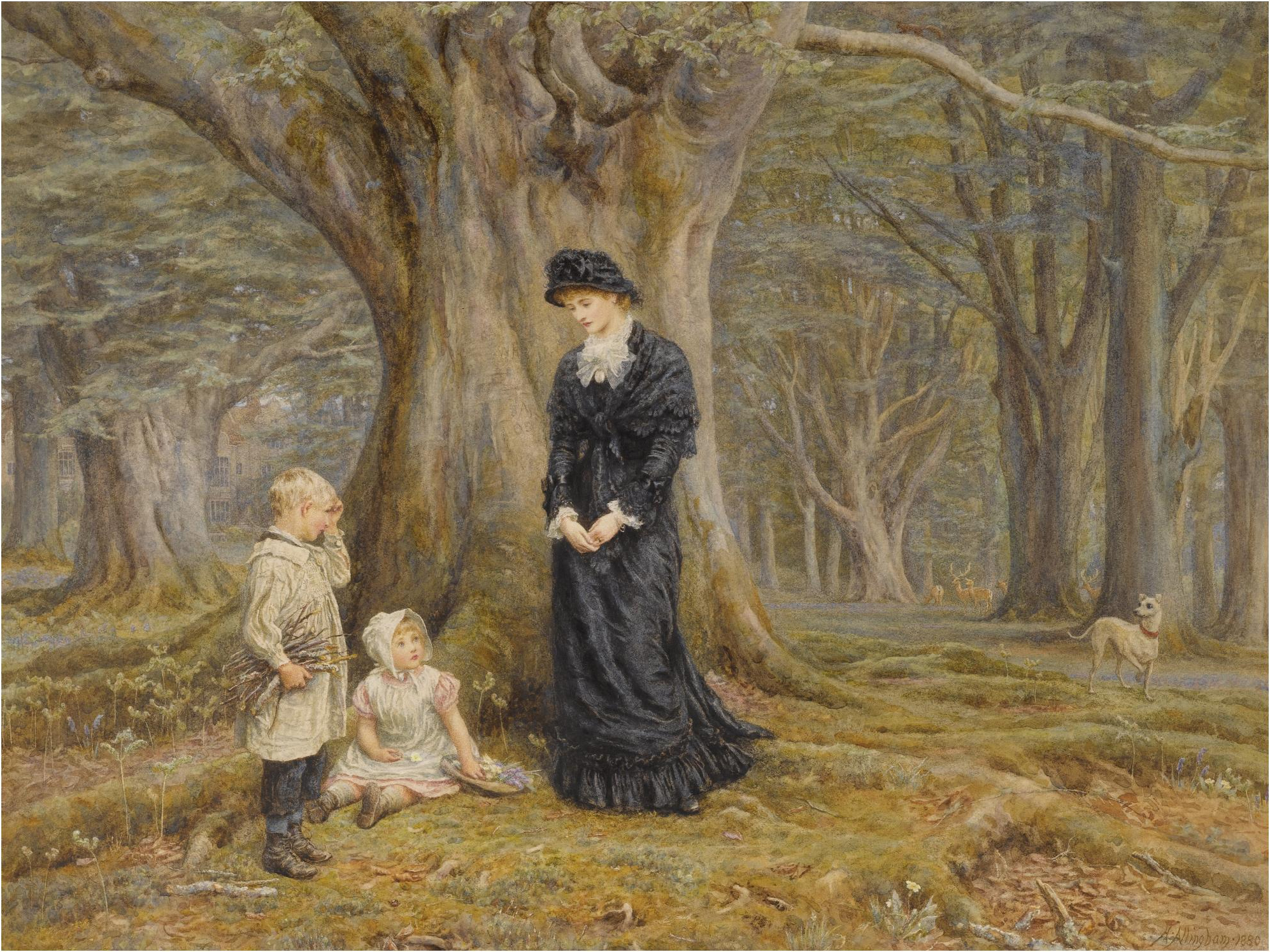
"The Lady of the Manor"(1880)
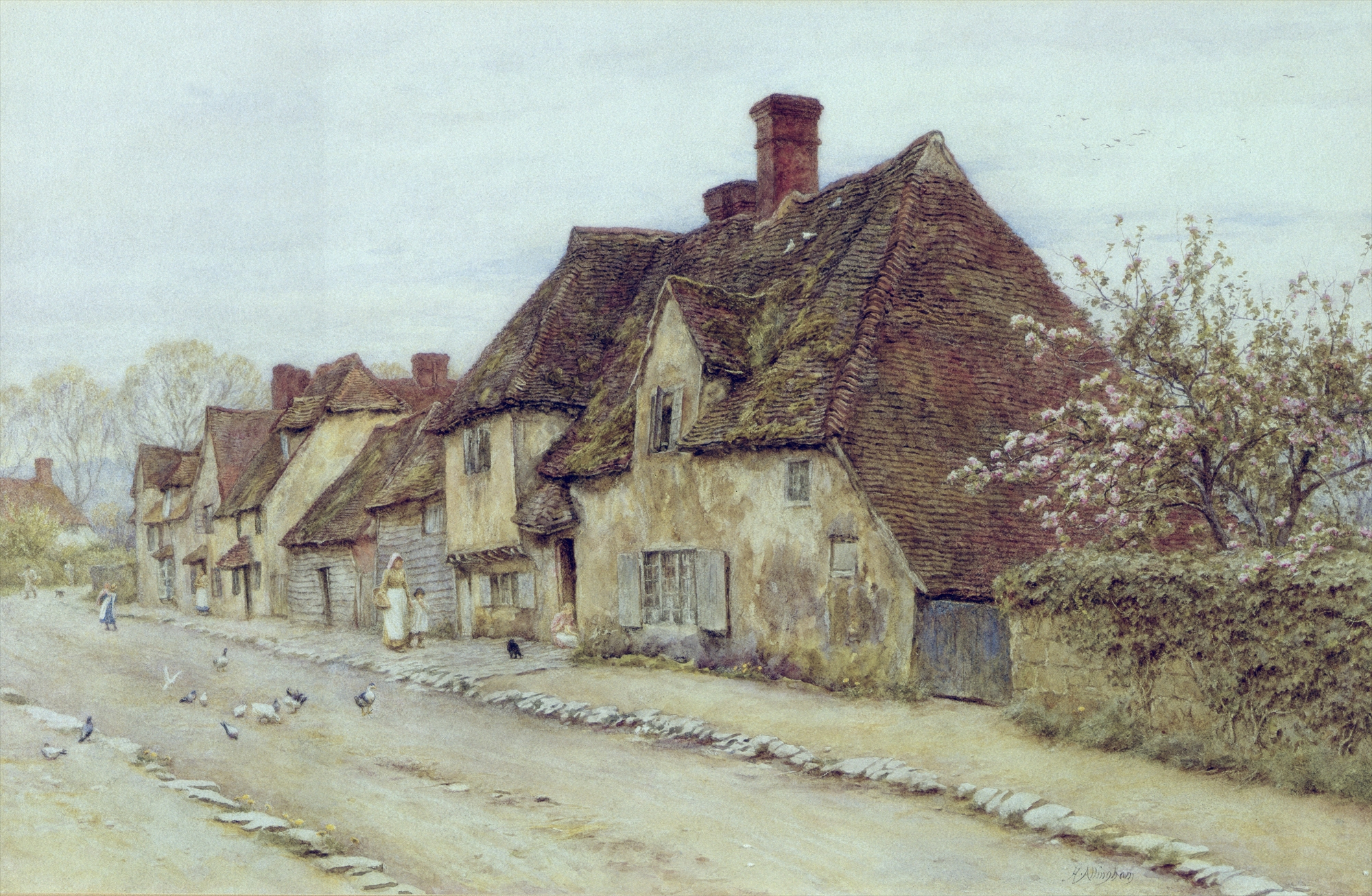
村の通り